# Kimi Goetz
Kimberly „Kimi“ Goetz (* 13. August 1994 in Flemington, New Jersey) ist eine US-amerikanische Eisschnellläuferin. Von 2014 bis 2018 startete sie international im Shorttrack. Anschließend wechselte sie zum Eisschnelllauf und feierte in der Disziplin in der Saison 2022/23 ihre ersten Weltcupsiege. Bei den Einzelstrecken-Weltmeisterschaften 2023 gewann sie die Silbermedaille im Teamsprint.

## Sportlicher Werdegang

### Anfänge im Inline-Speedskating und Shorttrack (bis 2018)

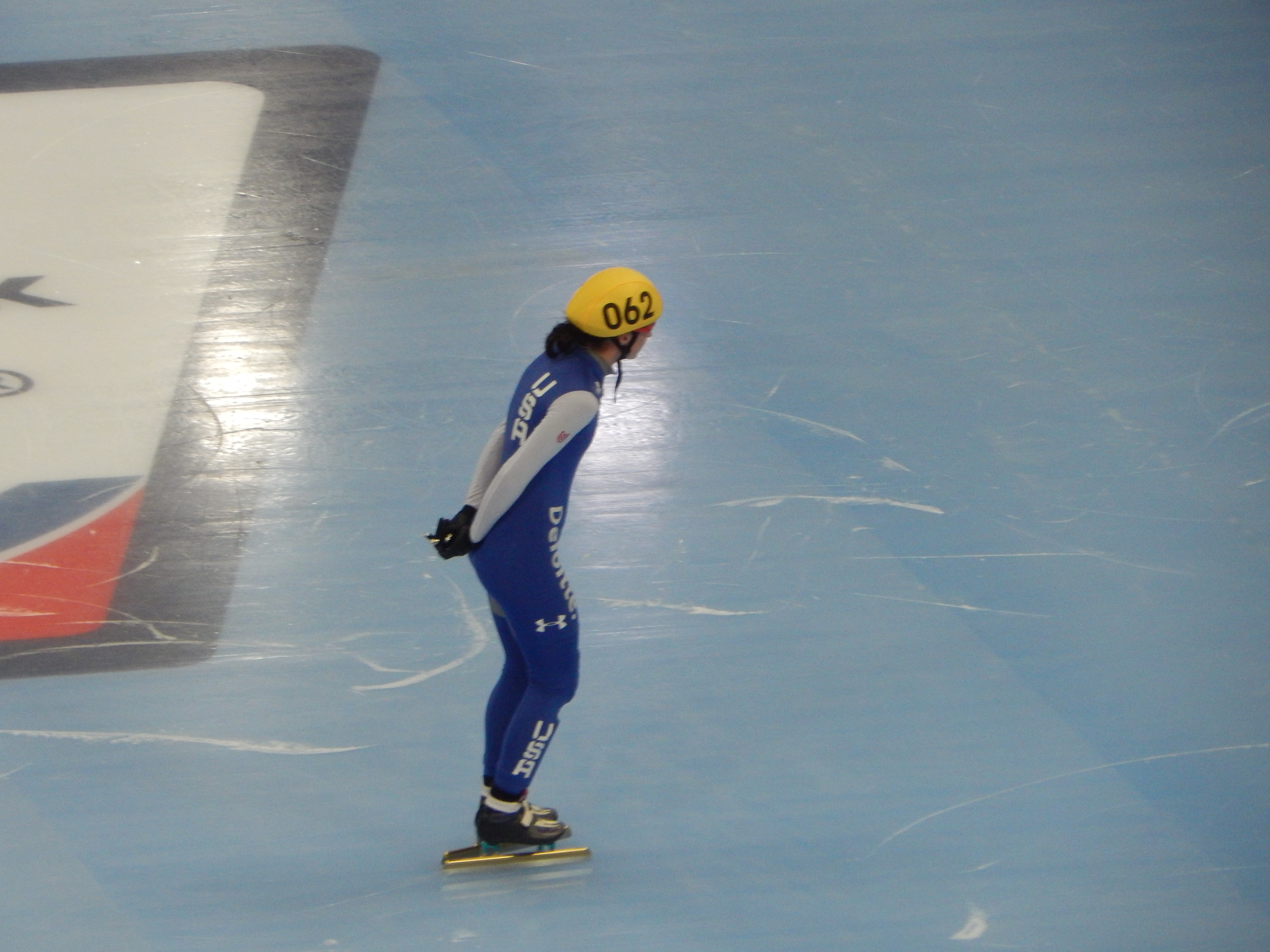
Kimi Goetz bei der Shorttrack-WM 2015 in Moskau

Kimi Goetz wuchs in Flemington im US-Bundesstaat New Jersey auf. Sie hat eine zwei Jahre ältere Schwester und einen jüngeren Bruder. Als Kind begann sie auf der Rollschuhbahn im benachbarten Frenchtown mit dem Inlineskaten. Wie ihre Schwester trat sie dem örtlichen Skating-Team bei, mit dem sie dreimal wöchentlich trainierte. 2010 nahm sie an den Inline-Speedskating-Junioren-Weltmeisterschaften im kolumbianischen Guarne teil. Nach ihrem High-School-Abschluss 2012 zog sie von New Jersey nach Salt Lake City. Sie folgte damit ihrer Schwester, die in Utah für den nationalen Eisschnelllaufverband U.S. Speedskating arbeitete. Angeregt vom Vorbild anderer Inline-Speedskater wechselte Goetz zum Eislaufen und begann mit Shorttrack.
Von 2014 bis 2018 war Goetz Teil des US-Shorttrack-Nationalteams und startete regelmäßig im Weltcup, wo sie als bestes Ergebnis einen vierten Rang über 1000 Meter in Dresden im Februar 2016 erreichte. Bei den US-Meisterschaften belegte sie 2015 und 2016 in der Gesamtwertung den zweiten Platz hinter Jessica Smith-Kooreman und siegte 2016 über 500 Meter. Sie nahm an den Weltmeisterschaften 2015 und 2016 teil, blieb dort aber ohne ein Top-Ten-Resultat. Bei der nationalen Vorausscheidung für die Olympischen Winterspiele 2018 stürzte Goetz im Aufwärmtraining und zog sich eine Gehirnerschütterung zu, wodurch sie nicht am Wettkampf teilnehmen konnte und die Olympiaqualifikation verpasste. Im August 2018 wechselte sie vom Shorttrack zum Eisschnelllauf auf 400-Meter-Bahnen. Ihre Entscheidung begründete sie mit einer anhaltenden Rückenverletzung, die sie durch das enge Kurvenlaufen beim Shorttrack bedingt sah. Außerdem erklärte sie rückblickend, sie sei für den direkten Kampf gegen andere Athletinnen im Shorttrack – verbunden mit Überholmanövern und Kollisionen – nicht aggressiv genug gewesen, was sie in ihren Entwicklungsmöglichkeiten eingeschränkt habe. Eisschnelllauf sei vorhersehbarer, weil die schnellste Person gewinne.

### Internationale Erfolge im Eisschnelllauf (seit 2018)
Wenige Monate nach ihrem Wechsel zum Eisschnelllauf qualifizierte sich Goetz im November 2018 für das US-amerikanische Weltcupteam über 500 Meter, 1000 Meter, 1500 Meter sowie im Massenstart. In ihrer zweiten Weltcupsaison 2019/20 erreichte sie mehrere Top-Ten-Ergebnisse in Wettkämpfen über 500 Meter, 1000 Meter sowie in Teamrennen. Bei den Einzelstreckenweltmeisterschaften 2020 in Salt Lake City lief Goetz über 500 Meter (37,18 Sekunden) und über 1000 Meter (1:12,70 Minuten) persönliche Bestzeiten. Sie beendete beide Rennen auf Rang fünf, erzielte damit die besten Platzierungen einer US-Läuferin bei dieser WM und sah in den Resultaten eine Bestätigung für ihren Wechsel zum Eisschnelllauf. Wegen der mit der COVID-19-Pandemie verbundenen Unwägbarkeiten verzichtete Goetz im Winter 2020/21 auf internationale Starts bei den Weltcuprennen und Weltmeisterschaften in Heerenveen. 2022 qualifizierte sie sich bei den US-Ausscheidungsrennen über 500 Meter und über 1000 Meter – jeweils als Zweite hinter Brittany Bowe – für die Teilnahme an den Olympischen Winterspielen in Peking und belegte dort die Plätze sieben (über 1000 Meter) und achtzehn (über 500 Meter). In den Wochen nach den Winterspielen wurde sie Fünfte bei der Sprintweltmeisterschaft in Hamar und stand als Dritte über 1000 Meter beim Saisonfinale in Heerenveen erstmals auf dem Podest in einem Weltcuprennen.
Im Sommer 2022 verließ Goetz die Trainingsgruppe von Ryan Shimabukuro, der sie seit ihrem Aufstieg ins US-Nationalteam betreut hatte, und trainierte fortan unter Anleitung ihres Verlobten Mitchell Whitmore. Sie feierte in der folgenden Saison 2022/23 ihre ersten Weltcupsiege: Zweimal triumphierte sie zusammen mit Erin Jackson und McKenzie Browne im Teamsprint, zudem gewann sie im Februar 2023 in Tomaszów Mazowiecki das 1000-Meter-Rennen vor der amtierenden Olympiasiegerin über diese Strecke Miho Takagi und der amtierenden Weltmeisterin Brittany Bowe. Goetz schloss die Saison in den Weltcup-Gesamtwertungen über 500 Meter und 1000 Meter jeweils unter den besten fünf Athletinnen ab. Bei den Weltmeisterschaften 2023 platzierte sie sich auf allen drei Sprint- und Mittelstrecken (500 Meter, 1000 Meter und 1500 Meter) zwischen den Positionen vier und acht. Mit Jackson und Browne gewann sie außerdem die WM-Silbermedaille im Teamsprint. Zu Beginn des Winters 2023/24 entschied Goetz im japanischen Obihiro über 500 Meter ein weiteres Weltcuprennen für sich.
Seit 2019 wurde Goetz mehrfach US-Meisterin über 500 Meter, 1000 Meter und 1500 Meter.

## Persönliches
Im Dezember 2019 veröffentlichte Goetz im Selbstverlag ein Kochbuch und nutzte die Einnahmen, um ihre sportliche Laufbahn zu finanzieren. Außerdem arbeitete sie mehrere Jahre in Teilzeit als Sachbearbeiterin für ein Finanzunternehmen.

## Persönliche Bestzeiten
Stand: 11. November 2023
| Distanz | Zeit        | Datum             | Ort            |
| ------- | ----------- | ----------------- | -------------- |
| 500 m   | 37,18 s     | 14. Februar 2020  | Salt Lake City |
| 1000 m  | 1:12,70 min | 15. Februar 2020  | Salt Lake City |
| 1500 m  | 1:54,52 min | 10. Dezember 2022 | Calgary        |
| 3000 m  | 4:16,09 min | 30. Dezember 2022 | Salt Lake City |
| 5000 m  | 7:47,12 min | 4. November 2018  | Milwaukee      |

## Teilnahmen an Olympischen Winterspielen und Weltmeisterschaften

### Olympische Spiele
- 2022 Peking: 7. Platz 1000 m, 18. Platz 500 m

### Einzelstrecken-Weltmeisterschaften
- 2019 Inzell: 7. Platz Teamverfolgung, 15. Platz 1000 m, 18. Platz Massenstart
- 2020 Salt Lake City: 5. Platz 500 m, 5. Platz 1000 m, 21. Platz 1500 m
- 2023 Heerenveen: 2. Platz Teamsprint, 4. Platz 1000 m, 6. Platz 1500 m, 8. Platz 500 m
- 2024 Calgary: 3. Platz 500 m, 5. Platz 1000 m, 7. Platz 1500 m

### Sprint-Weltmeisterschaften
- 2019 Heerenveen: 17. Platz Sprint-Mehrkampf
- 2020 Hamar: 11. Platz Sprint-Mehrkampf
- 2022 Hamar: 5. Platz Sprint-Mehrkampf

## Weltcupsiege

### Weltcupsiege im Einzel
| Nr. | Datum             | Ort                 | Disziplin |
| --- | ----------------- | ------------------- | --------- |
| 1.  | 12. Februar 2023  | Tomaszów Mazowiecki | 1000 m    |
| 2.  | 10. November 2023 | Obihiro             | 500 m     |
| 3.  | 28. Januar 2024   | Salt Lake City      | 1000 m    |

### Weltcupsiege im Team
| Nr. | Datum             | Ort                 | Disziplin    |
| --- | ----------------- | ------------------- | ------------ |
| 1.  | 17. Dezember 2022 | Calgary             | Teamsprint 1 |
| 2.  | 18. Februar 2023  | Tomaszów Mazowiecki | Teamsprint 1 |
| 3.  | 3. Dezember 2023  | Stavanger           | Teamsprint 2 |